# Шротт, Карл
Карл Шротт (нем. Karl Schrott, род. 9 января 1953, Цамс, Тироль) — австрийский саночник, выступавший за сборную Австрии в конце 1970-х — начале 1980-х годов. Бронзовый призёр зимних Олимпийских игр в Лейк-Плэсиде, многократный призёр национального первенства.

## Биография
Карл Шротт родился 9 января 1953 года в коммуне Цамс, федеральная земля Тироль. Активно заниматься санным спортом начал в середине 1970-х годов, вскоре прошёл отбор в национальную сборную и стал принимать участие в крупнейших международных стартах, показывая довольно неплохие результаты. Так, в общем зачёте Кубка мира 1978/79 расположился на третьей строке среди одноместных саней и на второй среди двухместных, а в следующем сезоне повторил это достижение. 
Благодаря череде удачных выступлений удостоился права защищать честь страны на зимних Олимпийских играх 1980 года Лейк-Плэсиде, где в паре с Георгом Флуккингером завоевал бронзовую медаль. Тем не менее, поскольку конкуренция в сборной на тот момент сильно возросла, вскоре Шротт принял решение завершить карьеру профессионального спортсмена, уступив место молодым австрийским саночникам.